# Sumantri
Sumantri är en bergstopp i Indonesien.   Den ligger i provinsen Papua, i den östra delen av landet, 3 400 km öster om huvudstaden Jakarta. Toppen på Sumantri är 4 702 meter över havet, eller 58 meter över den omgivande terrängen. Bredden vid basen är 0,50 km.
Terrängen runt Sumantri är bergig åt sydväst, men åt nordost är den kuperad.Runt Sumantri är det mycket glesbefolkat, med 2 invånare per kvadratkilometer. Det finns inga samhällen i närheten. I omgivningarna runt Sumantri växer i huvudsak städsegrön lövskog.